# Elenska, Smolean
Elenska (în bulgară Еленска) este un sat în comuna Smolean, regiunea Smolean,  Bulgaria. 

## Demografie
Componența etnică a satului Elenska
     Bulgari (35,23%)
     Nicio identificare (64,76%)
     Altele (0%)
La recensământul din 2011, populația satului Elenska era de 105 locuitori. Nu există o etnie majoritară, locuitorii fiind  și bulgari (35,23%). Pentru 64,76% din locuitori nu este cunoscută apartenența etnică.